# Scoiattolo S.p.A.

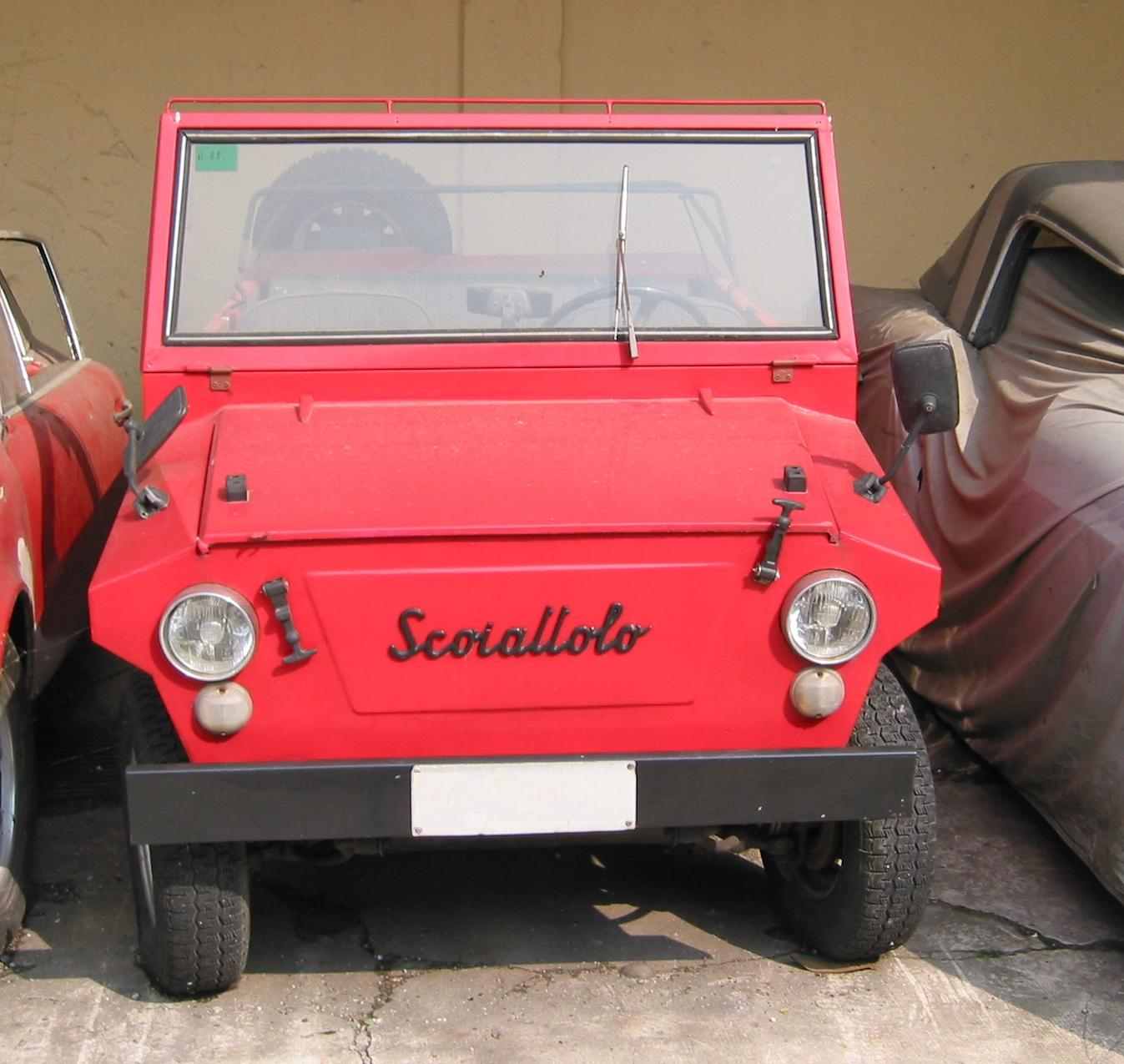
Scoiattolo von 1973

Scoiattolo S.p.A. war ein italienischer Hersteller von Automobilen.

## Unternehmensgeschichte
Die Carrozzeria Arrigo Perini aus Arco stellte 1968 den Entwurf eines kleinen Geländewagens vor. Die Scoiattolo S.p.A. aus Riva del Garda übernahm den Entwurf und fertigte die Fahrzeuge in Serie. Etwa 1982 endete die Produktion.